# M68
M68 (NGC 4590) е кълбовиден звезден куп, разположен по посока на съзвездието Хидра. Открит е от Пиер Мешен през 1780.
Купът се намира на 33 000 св.г. от Земята. Ъгловият му диаметър е около 12'. Като се вземе предвид разстоянието, това прави линеен диаметър от около 140 св.г.
В купа са открити около 50 променливи звезди, повечето от тип RR Lyr, което е обичайно за кълбовидните купове. Интегралната видима звездна величина на купа е +7.6.